# Lagynochthonius ferox
Lagynochthonius ferox es una especie de arácnido del orden Pseudoscorpionida de la familia Chthoniidae.

## Distribución geográfica
Se encuentra en República del Congo.